# Hispani
Hispani o Hispanii es el nombre que recibieron los refugiados, mayoritariamente godos pero también hispanorromanos, que se refugiaron en el reino de los francos procedentes de Septimania y la Tarraconense.
Los primeros en desplazarse como refugiados lo hicieron durante las luchas entre diferentes rivales a la corona visigoda. Más tarde el flujo terminó, pero se reinició en el 718 cuando los musulmanes intentaron conquistar estas regiones. El movimiento migratorio llegó al máximo en el 720 cuando los musulmanes ocuparon Narbona.
Muchos hispani retornaron en el 759 a Septimania con los francos y recibieron cargos destacados. Con su presencia contribuyeron a consolidar el dominio franco en esta región y más tarde, hacia el 785, en el norte de Cataluña.
Por extensión este nombre se dio a los pobladores de los Pirineos y en concreto a los habitantes del Condado de Aragón durante el siglo VIII. Estos participan de unos presupuestos ideológicos y mentales propios conformados por la emigración de mozárabes cordobeses expulsados o perseguidos.
- Datos: Q11682520